# 古代ローマの独裁官一覧

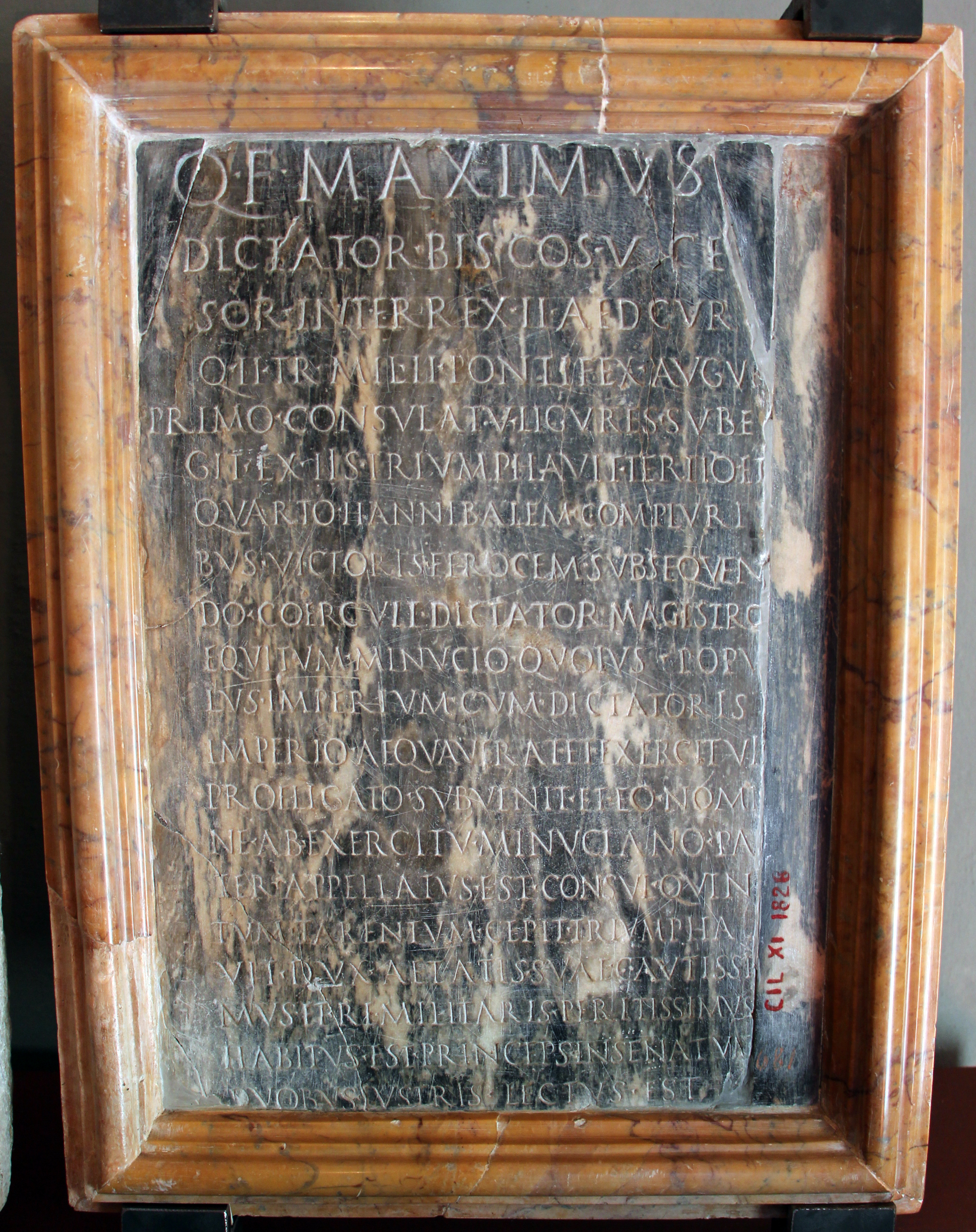
クィントゥス・ファビウス・マクシムス・ウェッルコススの経歴が刻まれた石版。名前の下にDICTATORの文字が見える

古代ローマの独裁官一覧（こだいローマのどくさいかんいちらん）は共和政ローマの独裁官（ディクタトル）を年毎に記載した一覧。

## 概要
発掘されたFasti Capitolini には歴代執政官の名と同時に、独裁官やケンソルの名が刻まれているが、紀元前483年以降しか残っておらず、削れて読めない部分も多い。またティトゥス・リウィウスの『ローマ建国史』で残っている第一デカーデ (1～10巻)は紀元前293年までで、第二デカーデ (11～20巻)は失われており、数名の時期がはっきりしない。
Fasti に残されているものについては、独裁官名の後に騎兵長官 (マギステル・エクィトゥム)が記されており、その次に指名された理由も書かれている。
- rei gerundae causa、公務のため (戦争など)
- clavi figendi causa、釘打ちの儀式のため (厄除けの儀式)
- comitiorum habendorum causa、民会開催のため (執政官選挙)

の3つの理由が多い。
リストでは、年、独裁官名、騎兵長官名を以下の形式で表記する。
年
独裁官名 (ローマ数字は回数)、理由など
騎兵長官名

## 一覧

### 紀元前6-5世紀
紀元前501年
ティトゥス・ラルキウス・フラウス、初代独裁官 (前498年説も)
スプリウス・カッシウス・ウェケッリヌス
紀元前499年
アウルス・ポストゥミウス・アルブス・レギッレンシス、レギッルス湖畔の戦いを指揮 (前496年とも)
ティトゥス・アエブティウス・ヘルウァ
紀元前494年
マニウス・ウァレリウス・マクシムス
クイントゥス・セルウィリウス・プリスクス・ストルクトゥス
紀元前463年
ガイウス・アエミリウス・マメルクス、リドゥスの著作にしか記録がない
紀元前458年
ルキウス・クィンクティウス・キンキナトゥス、公務のため
ティトゥス・タルクィニウス・フラックス
紀元前439年
ルキウス・クィンクティウス・キンキナトゥス II、スプリウス・マエリウスを叛逆罪で処刑
ガイウス・セルウィリウス・アハラ
紀元前437年
マメルクス・アエミリウス・マメルキヌス
ルキウス・クィンクティウス・キンキナトゥス (紀元前428年の執政官)
紀元前435年
クィントゥス・セルウィリウス・プリスクス・フィデナス、フィデナエを陥落させる
ポストゥミウス・アエブティウス・ヘルウァ・コルニケン
紀元前434年
マメルクス・アエミリウス・マメルキヌス II、ケンソルの任期を1年半に短縮
アウルス・ポストゥミウス・トゥベルトゥス
紀元前431年
アウルス・ポストゥミウス・トゥベルトゥス
ルキウス・ユリウス・ユッルス
紀元前426年
マメルクス・アエミリウス・マメルキヌス III
アウルス・コルネリウス・コッスス
紀元前418年
クィントゥス・セルウィリウス・プリスクス・フィデナス II、公務のため
ガイウス・セルウィリウス・アクシッラ
紀元前408年
プブリウス・コルネリウス・ルティルス・コッスス、公務のため
ガイウス・セルウィリウス・アハラ

### 紀元前4世紀
紀元前396年
マルクス・フリウス・カミッルス、公務のため。ウェイイを陥落させる
プブリウス・コルネリウス・マルギネンシス
紀元前390年
マルクス・フリウス・カミッルス II、ガリア人からローマを救う
ルキウス・ウァレリウス・ポプリコラもしくはポティトゥス
紀元前389年
マルクス・フリウス・カミッルス III
ガイウス・セルウィリウス・アハラ
紀元前385年
アウルス・コルネリウス・コッスス (紀元前385年の独裁官)
ティトゥス・クィンクティウス・キンキナトゥス・カピトリヌス
紀元前380年
ティトゥス・クィンクティウス・キンキナトゥス・カピトリヌス、公務のため
アウルス・センプロニウス・アトラティヌス
紀元前368年
マルクス・フリウス・カミッルス IV、公務のため。選出に瑕疵がありすぐ辞任
ルキウス・アエミリウス・マメルキヌス
プブリウス・マンリウス・カピトリヌス、公務のため
ガイウス・リキニウス・カルウス
紀元前367年
マルクス・フリウス・カミッルス V、公務のため
ティトゥス・クィンクティウス・キンキナトゥス・カピトリヌスもしくはポエヌス
紀元前363年
ルキウス・マンリウス・カピトリヌス・インペリオスス、釘打ちの儀式のため
ルキウス・ピナリウス・ナッタ
紀元前362年
アッピウス・クラウディウス・クラッスス・インレギッレンシス、公務のため
-・-・スカ-ウ-ラ (Fasti にしかなく一部しか読めない)
紀元前361年
ティトゥス・クィンクティウス・ポエヌス・カピトリヌス・クリスピヌス、公務のため
セルウィウス・コルネリウス・マルギネンシス
紀元前360年
クィントゥス・セルウィリウス・アハラ、公務のため
ティトゥス・クィンクティウス・ポエヌス・カピトリヌス・クリスピヌス
紀元前358年
ガイウス・スルピキウス・ペティクス
マルクス・ウァレリウス・プブリコラ
紀元前356年
ガイウス・マルキウス・ルティルス (紀元前357年の執政官)、初のプレブス出身独裁官
ガイウス・プラウティウス・プロクルス
紀元前353年
ティトゥス・マンリウス・インペリオスス・トルクァトゥス
アウルス・コルネリウス・コッスス・アルウィナ
紀元前352年
ガイウス・ユリウス・ユッルス (紀元前358年の独裁官)
ルキウス・アエミリウス・マメルキヌス (紀元前366年の執政官)
紀元前351年
マルクス・ファビウス・アンブストゥス (紀元前360年の執政官)
クィントゥス・セルウィリウス・アハラ
紀元前350年
ルキウス・フリウス・カミッルス (紀元前349年の執政官)、選挙のため
プブリウス・コルネリウス・スキピオ
紀元前349年
ティトゥス・マンリウス・インペリオスス・トルクァトゥス II、選挙のため
アウルス・コルネリウス・コッスス・アルウィナ II
紀元前348年
不明、選挙のため
不明
紀元前345年
ルキウス・フリウス・カミッルス II、紀元前349年の執政官もしくは紀元前338年の執政官
グナエウス・マンリウス・カピトリヌス・インペリオスス
紀元前344年
プブリウス・ウァレリウス・プブリコラ (紀元前352年の執政官)
クィントゥス・ファビウス・アンブストゥス
紀元前342年
マルクス・ウァレリウス・コルウス
ルキウス・アエミリウス・マメルキヌス・プリウェルナス
紀元前340年
ルキウス・パピリウス・クラッスス (紀元前336年の執政官)
ルキウス・パピリウス・クルソル (紀元前326年の執政官)
紀元前339年
クィントゥス・プブリリウス・ピロ、この年の執政官。プブリリウス法定める
デキムス・ユニウス・ブルトゥス・スカエウァ
紀元前337年
ガイウス・クラウディウス・インレギッレンシス
ガイウス・クラウディウス・ホルタトル
紀元前335年
ルキウス・アエミリウス・マメルキヌス・プリウェルナス
クィントゥス・プブリリウス・ピロ
紀元前333年
プブリウス・コルネリウス・ルフィヌス、独裁官の年
マルクス・アントニウス
紀元前332年
マルクス・パピリウス・クラッスス
プブリウス・ウァレリウス・プブリコラ (紀元前352年の執政官)
紀元前331年
グナエウス・クィンクティウス・カピトリヌス、釘打ちの儀式のため
ガイウス・ウァレリウス・ポティトゥス
紀元前327年
マルクス・クラウディウス・マルケッルス (紀元前331年の執政官)
スプリウス・ポストゥミウス・アルビヌス・カウディヌス
紀元前324年
ルキウス・パピリウス・クルソル (紀元前326年の執政官)、独裁官の年
クィントゥス・ファビウス・マクシムス・ルッリアヌス
紀元前322年
アウルス・コルネリウス・コッスス・アルウィナ
マルクス・ファビウス・アンブストゥス (紀元前360年の執政官)
紀元前321年
クィントゥス・ファビウス・アンブストゥス、執政官選挙のために立てられるも選出に瑕疵があり辞任
プブリウス・アエリウス・パエトゥス (紀元前337年の執政官)
マルクス・アエミリウス・パプス、執政官選挙を行えずインテルレクス制へ
ルキウス・ウァレリウス・フラックス
紀元前320年
ガイウス・マエニウス、査問のため
マルクス・フォスリウス・フラッキナトル
ルキウス・コルネリウス・レントゥルス (紀元前327年の執政官)、公務のため
ルキウス・パピリウス・クルソル (紀元前326年の執政官) II
ティトゥス・マンリウス・インペリオスス・トルクァトゥス III、選挙のため
ルキウス・パピリウス・クルソル (紀元前326年の執政官) III
紀元前316年
ルキウス・アエミリウス・マメルキヌス・プリウェルナス II、公務のため
ルキウス・フルウィウス・コルウス
紀元前315年
クィントゥス・ファビウス・マクシムス・ルッリアヌス、公務のため
クィントゥス・アウリウス・ケッレタヌス、戦死
ガイウス・ファビウス・アンブストゥス、補充
紀元前314年
ガイウス・マエニウス II、公務のため
マルクス・フォスリウス・フラッキナトル II
紀元前313年
ガイウス・ポエテリウス・リボ・ウィソルス、公務のため
マルクス・ポエテリウス・リボ
(クィントゥス・ファビウス・マクシムス・ルッリアヌス)、シケリアのディオドロスの説
(マルクス・フォスリウス・フラッキナトル III)、リウィウスの説
紀元前312年
ガイウス・スルピキウス・ロングス、公務のため
ガイウス・ユニウス・ブブルクス・ブルトゥス
紀元前309年
ルキウス・パピリウス・クルソル (紀元前326年の執政官) II、公務のため。独裁官の年
ガイウス・ユニウス・ブブルクス・ブルトゥス II
紀元前306年
プブリウス・コルネリウス・スキピオ・バルバトゥス、選挙のため
プブリウス・デキウス・ムス (紀元前312年の執政官)
紀元前302年
ガイウス・ユニウス・ブブルクス・ブルトゥス、公務のため
マルクス・ティティニウス
紀元前301年
マルクス・ウァレリウス・コルウス、独裁官の年
クィントゥス・ファビウス・マクシムス・ルッリアヌス
マルクス・アエミリウス・パウッルス (紀元前302年の執政官)、補充

### 紀元前3世紀
紀元前287年
クィントゥス・ホルテンシウス、ホルテンシウス法成立
不明
紀元前292年～285年
マルクス・アエミリウス・バルブラ
アッピウス・クラウディウス・カエクス
プブリウス・コルネリウス・ルフィヌス
不明
紀元前280年
グナエウス・ドミティウス・カルウィヌス・マクシムス、選挙のため
不明 (Fasti 読めず)
紀元前263年
グナエウス・フルウィウス・マクシムス・ケントゥマルス、釘打ちの儀式のため
クィントゥス・マルキウス・ピリップス
紀元前257年
クィントゥス・オグルニウス・ガッルス、祝祭のため
マルクス・ラエトリウス・プランキアヌス
紀元前249年
マルクス・クラウディウス・グリキア、出自が問題とされ即解任
アウルス・アティリウス・カラティヌス、公務のため。独裁官として初めてイタリア外に出征
ルキウス・カエキリウス・メテッルス (紀元前251年の執政官)
紀元前246年
ティベリウス・コルンカニウス、選挙のため
マルクス・フルウィウス・フラックス (紀元前264年の執政官)
紀元前231年
ガイウス・ドゥイリウス、選挙のため
ガイウス・アウレリウス・コッタ (紀元前252年の執政官)
紀元前224年
ルキウス・カエキリウス・メテッルス (紀元前251年の執政官)、選挙のため
ヌメリウス・ファビウス・ブテオ
紀元前221年
クィントゥス・ファビウス・マクシムス・ウェッルコスス
ガイウス・フラミニウス
紀元前217年
クィントゥス・ファビウス・マクシムス・ウェッルコスス II、インテルレクスとして。対ハンニバル
マルクス・ミヌキウス・ルフス (紀元前221年の執政官)、ゲロニウムの戦いで敗北
ルキウス・ウェトゥリウス・ピロ (紀元前220年の執政官)、選挙のため
マルクス・ポンポニウス・マト
紀元前216年
マルクス・ユニウス・ペラ、公務のため。カンナエの戦い後の軍再編
ティベリウス・センプロニウス・グラックス
マルクス・ファビウス・ブテオ、Fasti の記載なし。元老院再編
紀元前213年
ガイウス・クラウディウス・ケント、選挙のため
クィントゥス・フルウィウス・フラックス
紀元前210年
クィントゥス・フルウィウス・フラックス、選挙のため
プブリウス・リキニウス・クラッスス・ディウェス
紀元前208年
ティトゥス・マンリウス・トルクァトゥス、公務と選挙のため
ガイウス・セルウィリウス・ゲミヌス
紀元前207年
マルクス・リウィウス・サリナトル、選挙のため
クィントゥス・カエキリウス・メテッルス
紀元前205年
クィントゥス・カエキリウス・メテッルス、選挙のため
ルキウス・ウェトゥリウス・ピロ (紀元前206年の執政官)
紀元前203年
プブリウス・スルピキウス・ガルバ・マクシムス、選挙のため
マルクス・セルウィリウス・プレクス・ゲミヌス
紀元前202年
ガイウス・セルウィリウス・ゲミヌス、選挙のため
プブリウス・アエリウス・パエトゥス (紀元前201年の執政官)

### 紀元前1世紀
紀元前82年
ルキウス・コルネリウス・スッラ・フェリクス、国家再編のため
ルキウス・ウァレリウス・フラックス (紀元前100年の執政官)
紀元前49年
ガイウス・ユリウス・カエサル、選挙のため
指名なし
紀元前47年
ガイウス・ユリウス・カエサル II、公務のため
マルクス・アントニウス
紀元前45年
ガイウス・ユリウス・カエサル III、公務のため
マルクス・アエミリウス・レピドゥス
紀元前44年
ガイウス・ユリウス・カエサル IV、公務のため、終身独裁官就任
マルクス・アエミリウス・レピドゥス II
ガイウス・オクタウィウス
グナエウス・ドミティウス・カルウィヌス